# Пурари

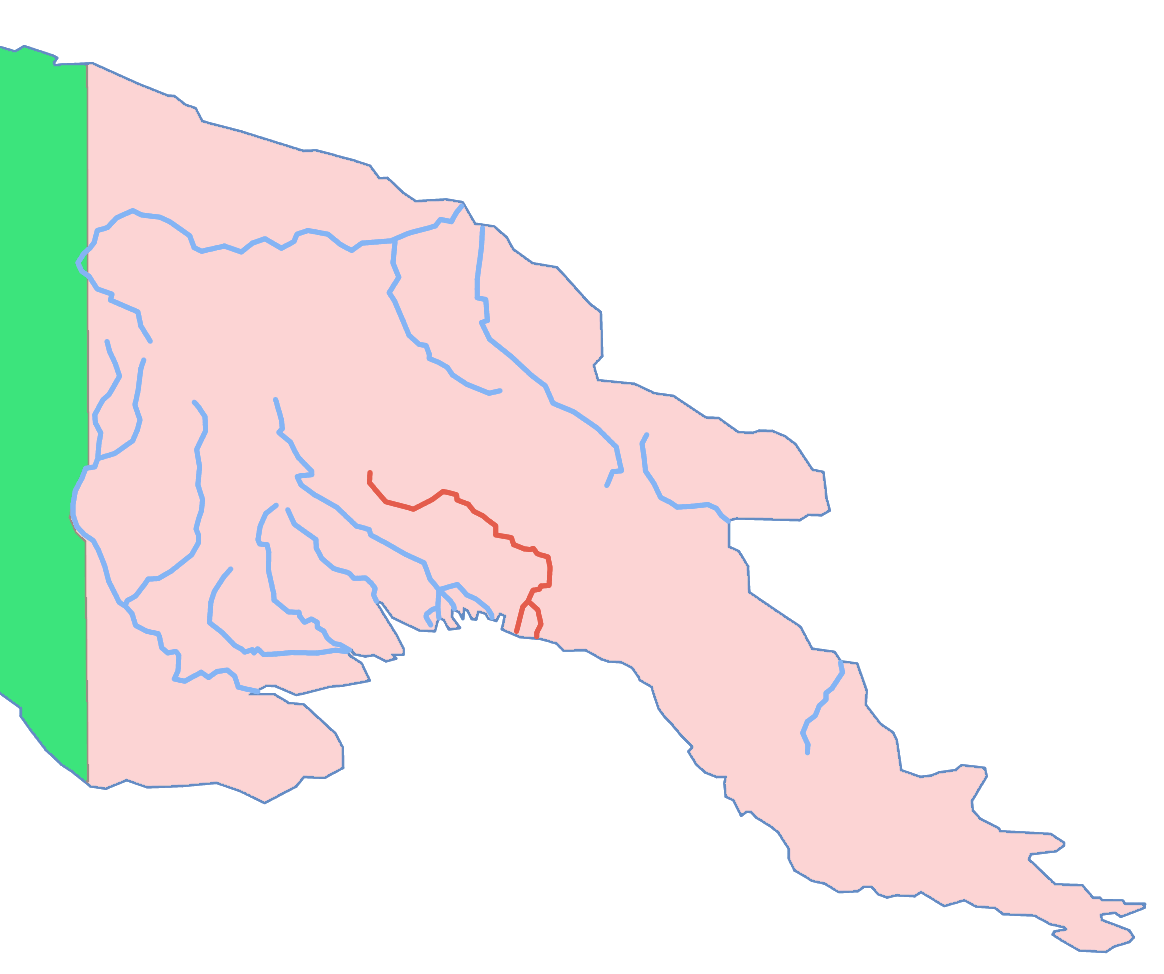

Пурари (англ. Purari River) — река на острове Новая Гвинея. Протекает по территории провинции Галф государства Папуа — Новая Гвинея.

## География
Исток реки находится в южной части центрального высокогорья Папуа — Новой Гвинеи, а именно в горах Бисмарка на высоте около 3500 м. В верховьях Пурари протекает по высокогорной местности, а затем по обширной низменной равнине, впадая в конце концов в залив Папуа. В устье реки образуется обширная дельта, ширина которой составляет от 30 до 50 км, а общая площадь — около 2600 км². Ввиду того, что Пурари проходит через районы, в которых выпадает большое количество осадков (в верховьях выпадает до 8500 мм, а на побережье — 3500 мм), расход воды в ней, несмотря на достаточно небольшую длину реки, сравним с рекой Нил в Африке. При этом в реку смывается большое количество седиментов (около 90 млн м³) с близлежащих гор, расположенных в верховьях Пурари, а цвет воды в ней — грязно-коричневый. Общая длина реки составляет около 470 км, а площадь речного бассейна — 28 738 км², что делает её третьей крупнейшей рекой Папуа — Новой Гвинеи после Сепика и Флая. Пурари имеет несколько притоков, крупнейшие из которых реки Каугел, Эраве, Туа и Пио, берущих начало к югу от горы Каримуи. На протяжении всего течения реки крупные поселения людей отсутствуют: имеются лишь небольшие деревни. Река судоходна на расстояние до 190 км от устья.

## История
Пурари впервые была нанесена на карты британским путешественником Теодором Беваном в 1887 году. Однако длительное время река оставалась малоизученной. В 1926—1927 годах в верховья Пурари была организована экспедиция во главе с германским исследователем Леонхардтом Флирлом.
Ввиду высокой скорости потока существуют проекты по строительству гидроэлектростанции. Первые проектные работы были проведены ещё в 1970-х годах, тем не менее правительство Папуа — Новой Гвинеи так и не приступило к строительству станции.